# Elisabeth Augustin (Schauspielerin)

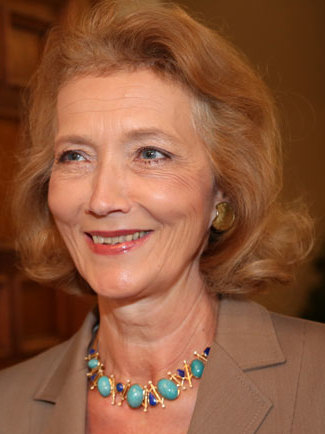
Elisabeth Augustin (2013)

Elisabeth Augustin (* 3. März 1953 in Wien) ist eine österreichische Schauspielerin. Sie ist vor allem als Burgschauspielerin bekannt.

## Leben
Nach dem Abitur besuchte sie das Max-Reinhardt-Seminar und absolvierte mit Auszeichnung. Nach einem Jahr am Schauspielhaus Graz holte sie Achim Benning ans Burgtheater, ihre Antrittsrollen waren die „Nathalie“ im „Prinz von Homburg“ und die „Quendolen“ in „Travesties“ von Tom Stoppard. Es folgten die „Helena“ im „Sommernachtstraum“ und viele andere Hauptrollen in Burg und Akademie, später auch bei den Festspielen Reichenau. Zwei Jahre gastierte sie an den Münchner Kammerspielen mit der „Jelena“ in „Onkel Wanja“ von Anton Tschechow. Sie ist mit Kammerschauspieler Rudolf Melichar verheiratet, sie haben drei Kinder, Valerie, Rosalie und Philip. Sie hat sich nicht nur als Schauspielerin, sondern auch als Regisseurin betätigt. Ihr Interesse gilt sowohl den zeitgenössischen Autoren als auch der klassischen Literatur sowie der Musik.
Im „Sportstück“ von Elfriede Jelinek, in der legendären Inszenierung von Einar Schleef, bezeichnet Elfriede Jelinek die Rolle des „Toten Sportlers Andy“ als Elisabeth Augustins Paraderolle. Elisabeth Augustin ist auch durch Film und Fernsehen bekannt, z. B. durch ihre Maria Theresia, in der Verfilmung von Axel Corti. Beim Regieführen schreibt sie gerne ihre eigenen Bücher, unter anderem: „Über die Mädlerie – Johann Nestroy träumt seine Frauenrollen“ für Akademietheater und ORF, „Elegie eines Briefträgers – Pièce Noire mit Lyrik von H.C. Artmann“ Im Burghteaer Kasino am Schwarzenbergplatz, „Tierra mi Tierra – Rigoberta Menchus Leben in musikalischen Bildern“, „Damenbekanntschaften – bearbeitete Einakter von Lotte Ingrisch“ in der Burgtheater Kasinobar, „Sehr geehrter Zuschauerraum! – Liesl Karlstadt und die anderen Frauenzimmer im Hause Valentin“ und „Undine geht an Land“ zum 40. Todestag von Ingeborg Bachmann im KosmosTheater, sowie „Über d'Häusa“, ein zeitgenössischer Wiener Liederabend im Burgtheater Vestibül.
2022 wurde ihr der Berufstitel Kammerschauspielerin verliehen.

## Theater (Auswahl)
Burgtheater Wien (Schauspiel):
- 1976: Travesties von Tom Stoppard, Rolle: Gwendolin Carr
- 1979: Wie es euch gefällt von William Shakespeare, Rolle: Audrey
- 1979: Ein Sommernachtstraum von William Shakespeare, Rolle: Helena
- 1984: Olympia von Ferenc Molnár, Rolle: Olympia
- 2001: Frühlings Erwachen von Frank Wedekind, Regie: Christina Paulhofer, Rolle: Frau Gabor – Akademietheater
- 2003: Glaube Liebe Hoffnung von Ödön von Horváth, Regie: Martin Kušej, Rolle: Frau Amtsgerichtsrat
- 2003: Der Kissenmann von Martin McDonagh, Regie: Anselm Weber, Rolle: Mutter – Akademietheater
- 2005: Das Orchester & Zwischentöne von Jean Anouilh und Bernhard Studlar, Regie: Maria Happel, Rolle: Pamela (2. Geige) – Kasino
- 2005: Die versunkene Kathedrale von Gert Jonke, Regie: Christiane Pohle, Rolle: Waltraud – Akademietheater
- 2007: MEZ – Monolog für eine Frau von Roland Schimmelpfennig – Vestibül
- 2008: Damenbekanntschaften von Lotte Ingrisch, Regie: Elisabeth Augustin, Rolle: Fini Schinagl – KasinoBar
- 2008: Ich glaube an Raum von Sebastian Fust und Izy Kusche, Regie: Sebastian Fust, Rolle: Ru – Vestibül
- 2009: Mein Mann dein Mann. Eine Hommage an Thomas Mann und Rudolf Melichar
- 2010: Der Zauberer von Oz von Lyman Frank Baum, Regie: Annette Raffalt, Rolle: Hexe des Nordens – Burgtheater
- 2011: Krieg und Frieden von Leo Tolstoi, Regie: Matthias Hartmann, Rolle: Gräfin Rostowa – Kasino
- 2013: Schatten (Eurydike sagt) von Elfriede Jelinek, Regie: Matthias Hartmann – Akademietheater
- 2014: Über d'Häusa – ein zeitgenössischer Wiener Liedabend, Buch und Gestaltung: Elisabeth Augustin – Vestibül
- 2014: Bei Einbruch der Dunkelheit von Peter Turrini, Regie: Christian Stückl, Rolle: Haushälterin Elisabeth Ratschnig – Burgtheater
- 2015: Das Konzert von Hermann Bahr, Regie: Felix Prader, Rolle: Miß Garden – Akademietheater
- 2016: Drei Schwestern von Anton Tschechow, Regie: David Bösch, Rolle: Anfissa, Njanja – Burgtheater
- 2023–2025: Kasimir und Karoline von Ödön von Horváth, Regie: Mateja Koležnik, Rolle: Sanitäterin – Burgtheater

Burgtheater Wien (Regie):
- 2008: Damenbekanntschaften von Lotte Ingrisch (KasinoBar)

## Filmografie
- 1977: Liebesgeschichten und Heiratssachen als Tochter Fanny (TV)
- 1981: Wie der Mond über Feuer und Blut als Maria Theresia
- 1981: Sommergäste (TV)
- 1981: Karl Kraus - verhaßt, verliebt... als Sidonie Nádhern
- 1982: Es fing ein Knab' ein Vögelein
- 1985: Flucht ohne Ende
- 1987: Derrick, Episode 149 (Die Dame aus Amsterdam) als Alina Bradley (TV)
- 1993: Die skandalösen Frauen
- 1994: Verkaufte Seele als Anita Dilek
- 1998: Krambambuli als Gräfin, Regie: Xaver Schwarzenberger
- 1998: Fever
- 2001: Spiel im Morgengrauen als Frau Kessner (TV)
- 2015: Das Konzert als Miss Garden
- 2016: Die Hochzeit als Marie